# Kołowa Brama
Kołowa Brama (słow. Sedlo pod Kolovým hrbom, Sedlo za Veľkým hrbom, Sedlo pod Veľkým hrbom, Štrbina za Veľkým hrbom, niem. Oberer Sattel des Pflockseegrates, węg. Felső Karótavi csorba) – szeroka przełęcz w górnym fragmencie Kołowej Grani w słowackiej części Tatr Wysokich, odgałęziającej się na północny zachód od wierzchołka Modrej Turni w grani głównej. Na południowym wschodzie sąsiaduje z Modrą Turnią, natomiast na północnym zachodzie z Kołowym Kopiniakiem. Przełęcz znajduje się blisko tego ostatniego wzniesienia, na wysokości ok. 2205 m. Pomiędzy nią a Modrą Turnią w grani wyróżnia się jeszcze jedno siodło – Modrą Szczerbinę (Kolová škára, ok. 2280 m).
Stoki opadają z Kołowej Grani na wschód do Bździochowego Koryciska, a na zachód do Bździochowej Kotliny – dwóch odgałęzień Doliny Kołowej.
Na Kołową Bramę nie prowadzą żadne szlaki turystyczne. Najdogodniejsza droga dla taterników wiedzie na przełęcz od północnego wschodu z Kołowej Przełęczy przez Bździochowe Korycisko. Łatwe jest również dojście od strony Modrej Ławki.
Pierwszego wejścia na Kołową Bramę dokonali podczas przejścia granią Roman Kordys i Jerzy Maślanka 13 sierpnia 1911 r.